# Украинцы в Республике Сербской

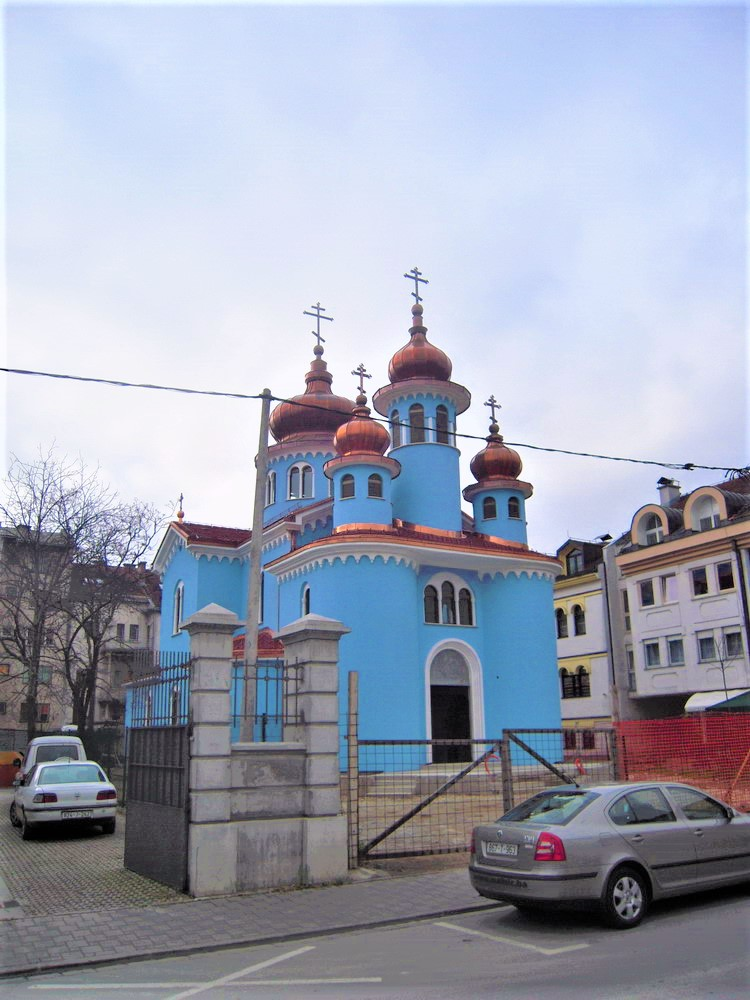
Украинский грекокатолический храм Христа Царя, Баня-Лука

Украинцы в Республике Сербской (серб. Украјинци у Републици Српској, укр. Українці в Республіці Сербській) — граждане украинского происхождения, проживающие и работающие на территории Республики Сербской. Украинцы признаны одним из 12 национальных меньшинств Республики Сербской, их интересы защищает Совет национальных меньшинств Республики Сербской. В Республике Сербской проживает 2197 украинцев: 350 человек проживают в городе Трнополе.

## Деятельность общины
Украинцы представляют весьма значительное национальное меньшинство в Республике Сербской: они проживают в основном в городах Баня-Лука, Прнявор, Козарац, Трнополе, Дервента, Лакташи, Градишка и Србац. Они переселились на территорию Республики Сербской из Западной Галиции в конце XIX — начале XX века. В послевоенные годы на территории СР Боснии и Герцеговины проживало около 12 тысяч украинцев; к 1991 году их число сократилось до 7,5 тысяч человек, а в настоящее время во всей Боснии их всего 3 тысячи. В украинской деревне Деветина (община Лакташи) работала украинская школа имени Тараса Шевченко. В 1990 году рядом с церковью Прнявора открылся крупнейший украинский культурный центр в СР Боснии, где сейчас действуют развлекательные и образовательные программы, а также ежегодно читается курс украинского языка. В комплексе также есть библиотека украинской литературы, этно-монографический и исторический музей. В 2008 году по случаю столетия начала украинской просветительской деятельность в посёлке Насеобина-Лишня был установлен памятник первой украинской школе и читальному залу на Балканах. Современные украинцы сохраняют свою принадлежность к этносу, оберегают свою культуру и язык. Богослужения ведутся на украинском языке, также распространяются периодические издания на украинском. По данным церковных записей, украинцы перестали оседать в 1935 году на территории современной Республики Сербской.

## Религия
Украинцы в Республике Сербской исповедуют преимущественно грекокатолицизм (98%), есть очень небольшое православное меньшинство (2%) из деревни Хрвачани. В Прняворе в 1937 году был возведён украинский православный монастырь, разрушенный в 1968 году как устаревший. В Республике Сербской насчитывается большое количество культовых и религиозных зданий украинской общины: одним из важнейших является кафедральный собор Царя Христа в Баня-Луке (приход создан в 1917 году). Грекокатолические храмы есть в городах баня-Лука, Трнополе, Прнявор, Брезик, Бошковичи, Гаеви, Горни-Детлак, Дервента, Деветина, Яблан, Хрвачани, Маричка, Дони-Срджевичи, Селиште, Дубрава-Стара, Церовляни, Лишня, Брджани и Ресавац. Православные украинцы посещают богослужения в храме УПЦ МП в селе Хрвачани.

## Общества
- Культурно-образовательное общество украинцев имени Тараса Шевченко (Баня-Лука)
- Общество украинцев «Казак» (Трнополе)
- Культурно-образовательное общество имени Тараса Шевченко (Прнявор)
- Культурно-образовательное общество украинцев «Червона калина» (Насеобина-Лишня)
- Молодёжное украинское общество «Украина» (Прнявор)
- Украинская матица Республики Сербской
- Общество украинцев общины Градишка «Верховена»

## Известные личности
- Дубравка Мацанович, делегат Вече народа Республики Сербской IV созыва.
- Иосиф Ступяк, уроженец Прнявора, воевавший в Армии Республики Сербской во время Боснийской войны и погибший в бою; в 2016 году его именем назвали улицу в Прняворе[6].